# Золото
| 79          | Золото |
| Au196,9666  |        |
| 4f145d106s1 |        |

Зо́лото (химический символ — Au, от лат. Aurum) — элемент 11 группы (по устаревшей классификации — побочной подгруппы первой группы) шестого периода периодической системы химических элементов с атомным номером 79.
Простое вещество золото — благородный металл жёлто-оранжевого цвета.

## Этимология
Русское слово «золото» восходит к праславянскому *zolto; родственны ему лит. geltonas «жёлтый», латыш. zeltais «золотой»; с другим вокализмом: гот. gulþ, нем. Gold, англ. gold; далее — санскр. हिरण्य (IAST: híraṇya), венг. arany, авест. zaranya, осет. zærījnæ «золото», также санскр. हरि (IAST: hari) «жёлтый, золотистый, зеленоватый», происходящих от праиндоевропейского корня *ǵʰel- «жёлтый, зелёный, яркий».

## Физические свойства
Чистое золото — мягкий металл, из-за релятивистских эффектов электронов имеющий жёлтый цвет. Красноватый оттенок некоторым изделиям из золота, например, монетам, придают примеси других металлов, в частности, меди. В тонких плёнках золото просвечивает зелёным. Золото обладает высокой теплопроводностью и низким электрическим сопротивлением.
Золото — очень тяжёлый металл: плотность чистого золота равна 19,32 г/см³ (шар из чистого золота диаметром 46,237 мм имеет массу 1 кг). Среди металлов по плотности занимает седьмое место после осмия, иридия, платины, рения, нептуния и плутония. Сопоставимую с золотом плотность имеет вольфрам (19,25 грамма в одном кубическом сантиметре).
Высокая плотность золота облегчает его добычу, отчего даже простые технологические процессы — например, промывка на шлюзах, — могут обеспечить высокую степень извлечения золота из промываемой породы.
Золото — очень мягкий металл: твёрдость по шкале Мооса ~2,5, по Бринеллю 220—250 МПа (сравнимо с твёрдостью ногтя).
Золото также высокопластично: оно может быть проковано в листки толщиной до ~0,1 мкм (100 нм) (сусальное золото); при такой толщине золото полупрозрачно и в отражённом свете имеет жёлтый цвет, в проходящем — окрашено в дополнительный к жёлтому синевато-зеленоватый. Золото может быть вытянуто в проволоку с линейной плотностью до 2 мг/м.
В апреле 2019 года группа российских учёных-физиков под руководством кандидата физико-математических наук Алексея Владимировича Арсенина (центр фотоники и двумерных материалов МФТИ) впервые в мире получили «двумерное» золото — золотую плёнку толщиной 3—4 нм, прикрепив его атомы к особой подложке из сульфида молибдена (MoS2). Подобные плёнки, по мнению российских физиков и нанотехнологов, должны найти применение при создании прозрачной электроники будущего. Исследования новой формы золота показали, что оно сохраняет свойства металла даже при такой сверхмалой толщине.
Температура плавления золота 1064,18 °C (1337,33 К), кипит при 2856 °C (3129 К). Плотность жидкого золота меньше, чем твёрдого, и составляет 17 г/см3 при температуре плавления. Жидкое золото довольно летучее, оно активно испаряется задолго до температуры кипения.
Линейный коэффициент теплового расширения — 14,2⋅10−6 К−1 (при 25 °C). Теплопроводность — 320 Вт/м·К, удельная теплоёмкость — 129 Дж/(кг·К), удельное электрическое сопротивление — 0,023 Ом·мм2/м.
Электроотрицательность по Полингу — 2,4. Энергия сродства к электрону — 2,8 эВ; атомный радиус — 0,144 нм, ионные радиусы: Аu+ 0,151 нм (координационное число 6), Аu3+ 0,082 нм (4), 0,099 нм (6).
Причиной того, что цвет золота отличается от цвета большинства металлов, является малость энергетической щели между наполовину заполненной 6s-орбиталью и заполненными 5d-орбиталями. В результате золото поглощает фотоны в синей, коротковолновой части видимого спектра, начиная с примерно 500 нм, но отражает более длинноволновые фотоны с меньшей энергией, которые не способны перевести 5d-электрон на вакансию в 6s-орбитали (см. рис.). По этой причине золото при освещении белым светом выглядит жёлтым. Сужение щели между 6s- и 5d-уровнями вызвано релятивистскими эффектами — в сильном кулоновском поле вблизи ядра золота орбитальные электроны движутся со скоростями, составляющими заметную часть скорости света, причём на s-электронах, у которых максимум плотности орбитали находится в центре атома, эффект релятивистского сжатия орбитали сказывается сильнее, чем на p-, d-, f-электронах, чья плотность электронного облака в окрестностях ядра стремится к нулю. Кроме того, релятивистское сжатие s-орбиталей увеличивает экранировку ядра и ослабление притяжения к ядру электронов с более высокими орбитальными моментами (непрямой релятивистский эффект). В целом, 6s-уровень снижается, а 5d-уровни растут.

## Химические свойства
Золото — один из самых инертных металлов, стоящий в ряду напряжений правее всех других металлов. При нормальных условиях оно не взаимодействует с большинством кислот и не образует оксидов, поэтому его относят к благородным металлам, в отличие от обычных металлов, разрушающихся под действием кислот и щелочей. В XIV веке была открыта способность царской водки растворять золото, что опровергло мнение о его химической инертности.
Наиболее устойчивая степень окисления золота в соединениях +3, в этой степени окисления оно легко образует с однозарядными анионами (F−, Cl−. CN−) устойчивые плоско-квадратные комплексы [AuX4]. Относительно устойчивы также соединения со степенью окисления +1, дающие линейные комплексы [AuX2]−. Долгое время считалось, что +3 — высшая из возможных степеней окисления золота, однако, используя дифторид криптона, удалось получить соединения Au+5 (фторид AuF5, соли комплекса [AuF6]−). Соединения золота(V) стабильны лишь со фтором и являются сильнейшими окислителями.
При взаимодействии атомарного фтора с пентафторидом золота были получены летучие фториды золота(VI) и золота(VII): AuF6 и AuF7. Они крайне неустойчивы, особенно AuF6, который дисмутирует с образованием AuF5 и AuF7.
Степень окисления +2 для золота нехарактерна, в веществах, в которых она формально равна 2, половина золота, как правило, окислена до +1, а половина — до +3, например, правильной ионной формулой сульфата золота(II) AuSO4 будет не Au2+(SO4)2−, а Au1+Au3+(SO4)2−2, однако обнаружены комплексы, в которых золото всё-таки имеет степень окисления +2.
Существуют соединения золота со степенью окисления −1, называемые ауридами. Например, CsAu (аурид цезия), Rb3Au (аурид рубидия).
Из чистых кислот золото растворяется только в концентрированной селеновой кислоте при 200 °C с образованием жёлтого осадка (селената золота) и селенистой кислоты:
{\displaystyle {\ce {2 Au + 6 H2SeO4 ->[200^oC] Au2(SeO4)3 + 3 H2SeO3 + 3 H2O}}}
Концентрированная хлорная кислота HClO4 реагирует с золотом и при комнатной температуре, при этом образуя различные нестойкие оксиды хлора, а также жёлтый раствор растворимого в воде перхлората золота(III):
{\displaystyle {\ce {2 Au + 8 HClO4 -> Cl2 + 2 Au(ClO4)3 + 2 O2 + 4 H2O}}}
Реакция обусловлена сильной окислительной способностью HClO4.
Золото не реагирует с кислородом ни при каких температурах и до 100 °С устойчиво к воздействию озона.
{\displaystyle Au+O_{2}\neq }
{\displaystyle Au+O_{3}{\overset {\underset {\mathrm {t<100^{o}C} }{}}{\neq }}}
Золото сравнительно легко реагирует с кислородом и другими окислителями при участии комплексобразователей. Так, в водных растворах цианидов при доступе кислорода золото растворяется, образуя цианоаураты:
{\displaystyle {\ce {4 Au + 8 CN^- + 2 H2O + O2 -> 4 [Au(CN)2]^- + 4 OH^-}}}
Цианоаураты легко восстанавливаются до чистого золота:
{\displaystyle {\ce {2 Na[Au(CN)2] + Zn -> Na2[Zn(CN)4] + 2 Au v}}}
В случае реакции с хлором возможность комплексообразования также значительно облегчает ход реакции: если с сухим хлором золото реагирует при ~200 °C с образованием хлорида золота(III), то в концентрированном водном растворе соляной и азотной кислот в пропорции 3:1 («царская водка») золото растворяется с образованием хлораурат-иона уже при комнатной температуре:
{\displaystyle {\ce {2 Au + 3 Cl2 + 2 Cl^- -> 2 [AuCl4]^-}}}
При комнатной температуре (20—30  °C) золото реагирует с жидким бромом и его растворами в воде и органических растворителях, диспропорционируя, образуя трибромид AuBr3:
{\displaystyle {\ce {2 Au + 2 Br2 -> AuBr3 + AuBr}}}
С йодом реагирует при 120−393 °C
{\displaystyle {\ce {2 Au + I2 -> 2 AuI}}}
Кроме того, золото растворяется в хлорной воде.
С фтором золото реагирует в интервале температур 300—400  °C, при более низких реакция не идёт, а при более высоких фториды золота разлагаются.
Золото также растворяется в ртути, образуя легкоплавкий сплав (амальгаму), содержащий интерметаллиды золото-ртуть.
Известны золотоорганические соединения — например, этилдибромид золота или ауротиоглюкоза.
Золото не взаимодействует с серой напрямую, но сульфид золота(III) можно получить пропусканием сероводорода через разбавленный раствор хлорида золота(III) или хлорно-золотой кислоты.

## Биологическая роль и физиологическое воздействие
Золото как микроэлемент присутствует в организме человека в небольшом количестве, но биологическая роль золота всё ещё недостаточно изучена. Химические элементы, являющиеся синергистами и антагонистами золота, не установлены.
Соединения «солнечного» металла угнетающе действуют на бактерии, вирусы СПИДа и инфекционных гепатитов, оно усиливает бактерицидное действие серебра. Отмечается, что среди наночастиц металлов 11 группы Периодической системы химических элементов (I побочной подгруппы по старой классификации) — серебра, меди и золота, — наибольшей антибактериальной активностью обладают наночастицы меди, наименьшей — наночастицы золота.
Золотая вода («питьевое золото» с содержанием ионов золота около 0,0005-0,001 мг/л) официально признана в Индии, считается иммуностимулятором, антидепрессантом и используется для усиления жизненного тонуса и улучшения умственной деятельности. Отмечается, что для её приготовления длительно кипятят в воде любое изделие из золота. Поскольку известно, что в ювелирном золоте присутствуют примеси ряда других металлов (чистое золото 999,9-й пробы в ювелирном производстве не используется), полученная подобным образом «золотая вода», помимо золота, в действительности содержит большое количество ионов других металлов, таких как Ag, Cu, Pd, Ni, чем и вызвано её биологическое действие.
В 1920—1930 гг. препараты из солей золота применялись для борьбы с сифилисом, туберкулёзом, стрептококковым сепсисом, ревматоидным артритом, синдромом Шегрена и эритематозной волчанкой. Впоследствии были созданы базисные ауротиомалат натрия и ауротиоглюкоза для инъекций (оба содержат по 50 % элементарного золота) и ауранофин для приема внутрь (содержание золота — 29 %). Мнения специалистов относительно целесообразности ауротерапии и эффективности ее препаратов довольно противоречивы. Во-первых, для препаратов золота не разработаны стандартные лечебные дозы, их подбирают индивидуально, а передозировка ионов золота в организме небезопасна. Во-вторых, первые признаки улучшения состояния больных появляются не раньше, чем через 3-4 месяца и более, либо совсем отсутствуют. В третьих, золото депонируется и длительно сохраняется в лимфатических узлах, надпочечниках, почках, печени, селезёнке и гипоталамусе, костном мозге, синовиальной оболочке суставов и др., что может привести к органическим заболеваниям и дерматитам, стоматитам, тромбоцитопении, тем самым усугубляются морфофункциональные изменения, вызванные основной патологией. В-четвёртых, приём препаратов золота часто вызывает тяжелые осложнения.
Тем не менее лечебная действенность золота продолжает популяризироваться, но теперь акцент делается на коллоидное золото. Оно представляет собою мельчайшие золотые частицы, взвешенные в деминерализованной воде. Впервые коллоидное золото получил в 1857 г. химик Майкл Фарадей. Позднее Роберт Кох, наблюдая в нем гибель микобактерий, рекомендовал коллоидное золото для лечения туберкулёза. Сторонники ауротерапии убеждают, что коллоидное золото стабилизирует состояние нервной системы, благоприятно воздействует на сердечно-сосудистую систему, усиливает сопротивляемость организма к простудным заболеваниям и т. д.. С другой стороны, установлено, что коллоидное золото вызывает морфологические изменения кожи, развитие в мягких тканях и внутренних органах воспаления, дистрофии и некроза, гемодинамические нарушения, отёк и дистрофию нервных клеток, в мезентериальных лимфатических узлах изменяет клеточный состав, в тимусе активизирует пролиферацию, дифференцировку и миграцию лимфоцитов. Золотые наночастицы и их конъюгаты при внутривенном введении крысам ускоряют СОЭ, вызывают тромбоцитопению, на фоне иммунодепрессии увеличивают число иммуноглобулинов класса G и скапливаются в почках, мочевом пузыре и печени. Что касается мутагенных эффектов, то они пока не выявлены.

## Происхождение
Зарядовое число 79 золота делает его одним из высших по количеству протонов элементов, которые встречаются в природе. Ранее предполагалось, что золото образовывалось при нуклеосинтезе сверхновых звёзд, однако по новой теории предполагается, что золото и другие элементы тяжелее железа образовались в результате разрушения нейтронных звёзд. Спутниковые спектрометры в состоянии обнаружить образующееся золото лишь косвенно, «у нас нет прямых спектроскопических доказательств, что такие элементы действительно образуются». По этой теории, в результате взрыва нейтронной звезды содержащая металлы пыль (в том числе тяжёлые металлы, например, золото) выбрасывается в космическое пространство, в котором оно впоследствии конденсируется, так произошло в Солнечной системе и на Земле. Поскольку сразу после своего возникновения Земля была в расплавленном состоянии, почти всё золото в настоящее время на Земле находится в ядре. Большинство золота, которое сегодня присутствует в земной коре и мантии, было доставлено на Землю астероидами во время поздней тяжёлой бомбардировки.
На Земле золото находится в рудах и породах, образованных начиная с докембрийского периода.

## Геохимия
Содержание золота в земной коре очень низкое — 4,3⋅10−7 % по массе (0,5—5 мг/т), но месторождения и участки, резко обогащённые металлом, весьма многочисленны. Золото содержится и в воде. Один литр и морской, и речной воды содержит менее 5⋅10−9 грамма золота, что примерно соответствует 5 килограммам золота в 1 кубическом километре воды.
Золоторудные месторождения возникают преимущественно в районах развития гранитоидов, небольшое их количество ассоциирует с основными и ультраосновными породами.
Золото образует промышленные концентрации в постмагматических, главным образом гидротермальных, месторождениях.
В экзогенных условиях золото является очень устойчивым элементом и легко накапливается в россыпях. Однако субмикроскопическое золото, входящее в состав сульфидов, при окислении последних приобретает способность мигрировать в зоне окисления. В результате золото иногда накапливается в зоне вторичного сульфидного обогащения, но максимальные его концентрации связаны с накоплением в зоне окисления, где оно ассоциирует с гидроокислами железа и марганца. Миграция золота в зоне окисления сульфидных месторождений происходит в виде бромистого и йодистого соединений в ионной форме. Некоторыми учёными допускается растворение и перенос золота сульфатом окиси железа или в виде суспензионной взвеси.
Всего в природе известно 38 золотосодержащих минералов, стандартизированных международной минералогической ассоциацией. Самородное золото находится в виде сплавов и интерметаллидов с серебром, медью, свинцом, висмутом и оловом, например: электрум Au и 25—45 % Ag; порпесит AuPd; медистое золото, висмутоаурит (Au, Bi); родистое золото, иридистое золото, платинистое золото. Встречается также вместе с осмистым иридием (ауросмирид) Остальные минералы представлены преимущественно теллуридами золота: калаверит AuTe2, креннерит AuTe2, сильванит AuAgTe4, петцитПетцит // ЭСБЕ. Ag3AuTe2, мутманит (Ag, Au)Te, монтбрейит Au2Te3, нагиагит Нагиагит // ЭСБЕ. Pb5AuSbTe3S6. Очень редок сульфид золота и серебра ютенбогардтит Ag3AuS2.
Для золота характерна самородная форма. Среди других его форм стоит отметить электрум, сплав золота с серебром, который обладает зеленоватым оттенком и относительно легко разрушается при переносе водой. В горных породах золото обычно рассеяно на атомарном уровне. В месторождениях оно зачастую заключено в сульфиды и арсениды.
Различаются вторичные месторождения золота — россыпи, в которые оно попадает в результате разрушения первичных рудных месторождений, и месторождения с комплексными рудами — в которых золото извлекается в качестве попутного компонента.

### Биогеохимия
Некоторые микроорганизмы, как например Cupriavidus metallidurans, способны осаждать металлическое золото из растворов его солей. Некоторые же другие микроорганизмы, напротив, обладают способностью растворять металлическое золото, выделяя в окружающую среду соединения с сильной окислительной активностью, способные к окислению золота, такие, как перхлорат, селенат, или же соединения, способные к растворению золота за счёт образования стабильных комплексов с ионами золота, как например цианиды, тиоцианаты, некоторые органические кислоты и свободные аминокислоты. Этот цикл растворения и осаждения золота при участии микроорганизмов играет важную роль в формировании вторичных месторождений золота. Нередко самородное золото, находимое в этих вторичных месторождениях, под электронным микроскопом оказывается имеющим бактериоформную структуру.
Кроме того, растворение некоторыми микроорганизмами золота делает его биодоступным для других живых организмов — почвенных беспозвоночных, растений, и, по восходящей пищевой цепочке, других животных, птиц и человека. Для некоторых микроорганизмов ионы золота могут играть биологическую роль. Так, Micrococcus luteus способен факультативно использовать ионы золота в качестве кофактора для одного из своих ферментов — метанмонооксигеназы. При этом данный фермент более эффективно окисляет метан, чем в том случае, если по умолчанию используется железо. Выдвинуто предположение, что ассоциация многих видов метанотрофных и метилотрофных бактерий с месторождениями золота, или даже непосредственно с поверхностью зёрен золота, возможно, не является случайной. Возможно, что и другие метанотрофные бактерии могут использовать золото таким же образом, как это делает M. luteus. Тем не менее это предположение пока не подвергалось научной проверке, и другие ферменты или виды микроорганизмов, способные использовать золото в своём метаболизме, пока не обнаружены.

## Запасы и добыча
Люди добывают золото с незапамятных времён. С золотом человечество столкнулось уже в 5-м тысячелетии до н. э. в эпоху неолита благодаря его распространению в самородном состоянии.
По предположению археологов, начало системной добыче было положено на Ближнем Востоке, откуда золотые украшения поставлялись, в частности, в Египет. Именно в Египте в гробнице королевы Зер и одной из королев Пу-аби Ур в шумерской цивилизации были найдены первые золотые украшения, датируемые 3-м тысячелетием до н. э.
В России до елизаветинских времён золото не добывалось. Оно ввозилось из-за границы в обмен на товары и взималось в виде ввозных пошлин. Первое открытие запасов золота было сделано в Архангельской губернии, где вблизи деревни Надвоицы была обнаружена золотая жила. Её начали разрабатывать в 1745 году. Рудник с перерывами действовал до 1794 года и дал всего около 65 кг золота. Началом золотодобычи в России считают 21 мая (1 июня) 1745 года, когда Ерофей Марков, нашедший золото на Урале, объявил о своём открытии в Канцелярии Главного правления заводов в Екатеринбурге.
За всю историю человечеством добыто около 161 тысячи тонн золота, рыночная стоимость которого — 8—9 триллионов долларов (оценка на 2011 год).
Эти запасы распределены следующим образом (оценка на 2003 год):
- государственные центральные банки и международные финансовые организации — около 30 тыс. тонн;
- в ювелирных изделиях — 79 тыс. тонн;
- изделия электронной промышленности и стоматологии — 17 тыс. тонн;
- инвестиционные накопления — 24 тыс. тонн.

Лидеры добычи золота по состоянию на 2014 год:
1. Китай — 450 т;
2. Австралия — 270 т;
3. Россия — 245 (272[51]) т;
4. США — 211 т;
5. Канада — 160 т;
6. ЮАР — 150 т;
7. Перу — 150 т;
8. Узбекистан — 102 т;
9. Мексика — 92 т;
10. Гана — 90 т;
11. Бразилия — 70 т;
12. Индонезия — 65 т;
13. Папуа — Новая Гвинея — 60 т;
14. Чили — 50 т.

В 2011 году в мире было добыто 2809,5 тонн золота, из них в России — 212,12 т (6,6 % мировой добычи).
В 2013 году первое место по объёму добытого золота занял Китай, где объём добычи составил 403 тонны; Австралия заняла второе место и добыла 268,1 тонны золота; Россия заняла третье место с показателем в 248,8 тонны.
Объём добычи золота  в 2014 году увеличился на 2 % — до 3109 тонн золота[уточнить]. При этом общемировое предложение на рынке практически не изменилось и составило 4273 тонны. Производство первичного золота выросло на 2 % — до 3109 тонн, переработка вторичного золота снизилась на 11,1 % — до 1122 тонн. Спрос на золото в мире сократился на 18,7 % — до 4041 тонны.
В России
В России существует 37 золотодобывающих компаний. Лидером добычи золота в России является компания «Полюс Золото», на которую приходится около 23 % рынка.
Около 95 % золота в России добывается в 15 регионах (Амурская область, Республика Бурятия, Забайкальский край, Иркутская область, Камчатский край, Красноярский край, Магаданская область, Республика Саха (Якутия), Свердловская область, Республика Тыва, Хабаровский край, Республика Хакасия, Челябинская область, Чукотский автономный округ).
Ещё в 10 регионах добыча золота меньше тонны и нестабильная. Большая часть золота добывается из коренных месторождений, но развита также россыпная золотодобыча. Наибольшее количество золота добывается в Чукотском автономном округе, Красноярском крае и Амурской области.
В России среди месторождений золота большую роль играют россыпи, и по добыче россыпного золота Россия занимает 1-е место в мире. Большая его часть добывается в 7 регионах: Амурская область, Забайкальский край, Иркутская область, Магаданская область, Республика Саха (Якутия), Хабаровский край, Чукотский автономный округ.
В 2012 году в России было добыто 226 тонн золота, на 15 тонн (на 7 %) больше, чем в 2011 году.
В 2013 году в России было добыто 248,8 тонны золота, это на 22,8 тонны (на 9 %) больше, чем в 2012 году.
В 2014 году в России было добыто 272 тонны золота, это на 23,2 тонны (на 9 %) больше, чем в 2013 году. Россия заняла второе место по объёму добычи золота. Первое место в списке занял Китай, где объём добычи драгоценного металла увеличился в годовом выражении на 6 % в сравнении с 2013 годом и составил 465,7 тонны. Третье место занимает Австралия с добычей золота в 269,7 тонны, что на 1 % выше показателя 2013 года.

### Получение
Для получения золота используются его основные физические и химические свойства: присутствие в природе в самородном состоянии, способность реагировать лишь с немногими веществами (ртуть, цианиды). С развитием современных технологий более популярными становятся химические способы.
В 1947 году американские физики Ингрем, Гесс и Гайдн проводили эксперимент по измерению эффективного сечения поглощения нейтронов ядрами ртути. В качестве побочного эффекта эксперимента было получено около 35 мкг золота. Таким образом, была осуществлена многовековая мечта алхимиков — трансмутация ртути в золото. Однако экономического значения такое производство золота не имеет, так как обходится во много раз дороже добычи золота из самых бедных руд.

#### Промывка
Метод промывки основан на высокой плотности золота, благодаря которой в потоке воды минералы с плотностью меньше золота (а это почти все минералы земной коры) смываются, и металл концентрируется в тяжёлой фракции песка, которая называется шлихом. Этот процесс называется отмывкой шлиха или шлихованием. В небольших объёмах такую промывку можно проводить вручную с помощью промывочного лотка. Этот способ используется с древности и до нашего времени для отработки маленьких россыпных месторождений старателями, но основное его применение — поиск месторождений алмазов, золота и других ценных металлов.
Промывка используется для разработки крупных россыпных месторождений, но при этом применяются специальные технические устройства: драги и промывочные установки. Полученные шлихи, кроме золота, содержат множество других тяжёлых минералов, и металл из них извлекается путём, например, амальгамации.
Методом промывки разрабатываются все россыпные месторождения золота, но ограниченно он применяется и на коренных месторождениях. Для этого породу дробят и затем подвергают промывке. Этот метод не может быть применён на месторождениях с рассеянным золотом, где оно так распылено в породе, что после дробления не обособляется в отдельные зёрна и смывается при промывке вместе с другими минералами. При промывке теряется не только мелкое золото, которое легко смывается с промывочной колоды, но и крупные самородки, гидравлическая крупность которых не позволяет им спокойно оседать в ячейках коврика, поэтому на драгах и на промприборах обязательно следят за крупными катящимися обломками — они вполне могут оказаться самородками.

#### Амальгамация
Метод амальгамации основан на способности ртути образовывать сплавы — амальгамы с различными металлами, в том числе и с золотом. В этом методе увлажнённая дроблёная порода смешивалась со ртутью и подвергалась дополнительному измельчению в мельницах — бегунных чашах. Амальгаму золота (и сопутствующих металлов) извлекали из получившегося шлама промывкой, после чего ртуть отгонялась из собранной амальгамы и использовалась повторно. Метод амальгамации известен с I века до н. э., наибольшие масштабы приобрёл в американских колониях Испании начиная с XVI века: это стало возможным благодаря наличию в Испании огромного ртутного месторождения — Альмаден. В более позднее время использовался метод внешней амальгамации, когда дроблёная золотоносная порода при промывке пропускалась через обогатительные шлюзы, выстланные медными листами, покрытыми тонким слоем ртути. Метод амальгамации применим только на месторождениях с высоким содержанием золота или уже при его обогащении. Сейчас он используется очень редко, главным образом старателями в Африке и Южной Америке.

#### Цианирование
Золото растворяется в растворах синильной кислоты и её солей, и это его свойство дало начало ряду методов извлечения путём цианирования руд.
Метод цианирования основан на реакции золота с цианидами в присутствии кислорода воздуха: измельчённая золотоносная порода обрабатывается разбавленным (0,3—0,03 %) раствором цианида натрия, золото из образующегося раствора цианоаурата натрия Na[Au(CN)2] осаждается либо цинковой пылью, либо на специальных ионообменных смолах. При этом происходят реакции:
{\displaystyle {\ce {4 Au + 8 NaCN + O2 + 2 H2O -> 4 Na[Au(CN)2] + 4 NaOH}}}
{\displaystyle {\ce {2 Na[Au(CN)2] + Zn -> Na2[Zn(CN)4] + 2 Au v}}}
Метод цианирования первоначально применялся на крупных заводах, где порода дробилась и цианирование проводилось в специальных чанах. Однако развитие технологии привело к появлению метода кучного выщелачивания, который заключается в следующем: готовится водонепроницаемая площадка, на неё насыпается руда и её орошают растворами цианидов, которые, просачиваясь через толщу породы, растворяют золото. После этого они поступают в специальные сорбционные колонны, в которых золото осаждается, а регенерированный раствор вновь отправляется на кучу.
Метод цианирования ограничен минеральным составом руд, он неприменим, если руда содержит большое количество сульфидов или арсенидов, так как цианиды реагируют с этими минералами. Поэтому цианированием перерабатываются малосульфидные руды или руды из зоны окисления, в которой сульфиды и арсениды окислены атмосферным кислородом.
Для извлечения золота из сульфидных руд используются сложные многоэтапные технологии. Золото, добытое из месторождений, содержит различные примеси, поэтому его подвергают специальным процессам высокой очистки, которые производятся на аффинажных заводах.

#### Регенерация
Осуществляется действием 10%-го раствора щёлочи на растворы солей золота с последующим осаждением аффинажного золота на алюминий из горячего раствора гидроксида.

## Применение
Имеющееся в настоящее время, по состоянию на 2020 год, в мире золото распределено так: около 10 % — в промышленных изделиях, остальное делится приблизительно[уточнить] поровну между централизованными запасами (в основном, в виде стандартных слитков химически чистого золота), собственностью частных лиц в виде слитков и ювелирными изделиями.
- Пара шумерских серёжек с клинописными надписями; 2093—2046 годы до н. э.; Музей Сулеймании[англ.] (Сулеймания, Ирак)
- Древнеегипетская статуэтка Амона; 945—715 годы до н. э.; золото; 17,5 × 4,7 см; Метрополитен-музей (Нью-Йорк)
- Индийский податель дани в Ападане, из ахеменидской сатрапии Хиндуш[англ.], несущий золото на коромысле, около 500 года до н. э.[58]
- Древнегреческий статер; 323—315 годы до н. э.; 18 мм; Метрополитен-музей
- Золотая монета Эвкратида I (171—145 до н. э.), одного из эллинистических правителей древнего Ай-Ханума. Это самая большая известная золотая монета, отчеканенная в древности (169,20 г; 58 мм)[59]
- Римский ауреус Адриан; 134—138 годы; 7,4 г; Метрополитен-музей
- Английская неоклассическая шкатулка; 1741; общая: 4,4 × 11,6 × 9,2 см; Метрополитен-музей

### В ювелирных изделиях
Традиционным и самым крупным потребителем золота является ювелирная промышленность. Ювелирные изделия часто изготавливают не из чистого золота, а из его сплавов с другими металлами, значительно превосходящими золото по механической прочности и стойкости. В настоящее время для этого служат сплавы Au-Ag-Cu, которые могут содержать добавки цинка, никеля, кобальта, палладия. Стойкость к коррозии таких сплавов определяются в основном содержанием в них золота, а цветовые оттенки и механические свойства — соотношением серебра и меди.
Важнейшей характеристикой ювелирных изделий является их проба, характеризующая содержание в них золота.

### Как объект инвестирования
Золото является важнейшим элементом мировой финансовой системы, поскольку данный металл не подвержен коррозии, имеет много сфер технического применения, а запасы его невелики. Золото практически не терялось в процессе исторических катаклизмов, а лишь накапливалось и переплавлялось. В настоящее время мировые банковские резервы золота оцениваются в 32 тыс. тонн (если сплавить всё это золото воедино, получится куб со стороной всего лишь около 12 м, а всё добытое человечеством золото на 2017 год оценивалось в 190 тыс. тонн, что можно сплавить в куб со стороной 21 м). Неоднократно подчёркивалось снижение роли золота в качестве международной валюты, тем не менее, практически все банки мира хранят золото в качестве одного из источников ликвидности. Так, по данным на 2007 год, центральные банки хранили около 20 % всех мировых запасов добытого золота как резервные активы, отдельные же страны держали в золоте около 10 % своих резервов.

### В качестве денег
Золото издавна использовалось многими народами в качестве денег. Золотые монеты — наиболее хорошо сохраняющийся памятник старины. Однако как монопольный денежный товар золотые монеты утвердились только к XIX веку. Вплоть до Первой мировой войны все мировые валюты были основаны на золотом стандарте (период 1870—1914 годов называют «золотым веком»). Бумажные банкноты в это время выполняли функцию удостоверений о наличии золота. Они свободно обменивались на золото. Однако затем начался постепенный процесс утраты золотом своих денежных функций (демонетизация золота).

### В промышленности
В микроэлектронике золотые проводники и гальванические покрытия золотом контактных поверхностей, разъёмов, печатных плат используются очень широко.
Золото используется в качестве мишени в ядерных исследованиях, в качестве покрытия зеркал, работающих в дальнем инфракрасном диапазоне, в качестве специальной оболочки в термоядерных зарядах с повышенным выходом рентгеновского излучения. Тонкий слой золота (20 нм) на внутренней поверхности оконных и витражных стёкол существенно уменьшает нежелательные тепловые потери зимой, а летом предохраняет внутренние помещения зданий и транспортных средств от нагревания инфракрасными лучами.
Золотые припои очень хорошо смачивают различные металлические поверхности и применяются при пайке металлов. Тонкие прокладки, изготовленные из мягких сплавов золота, используются в технике сверхвысокого вакуума.
Золочение металлов (в древности — исключительно амальгамный метод, в настоящее время — преимущественно гальваническое) широко используется в качестве метода защиты от коррозии. Хотя такое покрытие неблагородных металлов имеет существенные недостатки (мягкость покрытия, высокий потенциал при точечной коррозии), оно распространено также из-за того, что готовое изделие приобретает вид очень дорогого, «золотого».

### В стоматологии
Значительные количества золота потребляет стоматология: коронки и зубные протезы изготовляют из сплавов золота с серебром, медью, никелем, платиной, цинком. Такие сплавы сочетают коррозионную стойкость с высокими механическими свойствами.

### В фармакологии
Соединения золота входят в состав некоторых медицинских препаратов, таких как Ауротиопрол, используемых для лечения ряда заболеваний (туберкулёза, ревматоидных артритов и т. д.). Радиоактивный изотоп 198Au (период полураспада 2,967 сут.) используется при лечении злокачественных опухолей в радиотерапии.

### В пищевой промышленности
Сусальное золото одобрено в качестве пищевой добавки во многих странах мира, в Европейском союзе с номером E175 в Кодексе Алиментариус. Используется для декорирования в металлическом виде.

## Безопасность
Чистое металлическое (элементарное) золото нетоксично и не вызывает раздражения при приёме внутрь. Хотя ион золота токсичен, использование металлического золота в качестве пищевой добавки обусловлено его относительной химической инертностью и устойчивостью к коррозии или превращению в растворимые соли (соединения золота) в результате любого известного химического процесса, с которым можно столкнуться в организме человека.
Растворимые соединения (соли золота), такие как хлорид золота, токсичны для печени и почек. Обычные цианистые соли золота, такие как цианид золота, используемые при гальванике золота, токсичны из-за содержания как солей золота, так и других цианидов. Известны редкие случаи смертельного отравления цианистым золотом. Токсичность золота можно уменьшить с помощью хелатирующей терапии с таким агентом, как димеркапрол.
Золотой металл был признан аллергеном года в 2001 году Американским обществом контактного дерматита. Аллергия на золото поражает в основном женщин. Несмотря на это, золото является относительно слабым контактным аллергеном по сравнению с такими металлами, как никель.
Образец грибка Aspergillus niger был обнаружен в растворе для добычи золота. Было выявлено, что он содержит комплексы цианометаллов, таких как золото, серебро, медь, железо и цинк. Грибок также играет роль в солюбилизации сульфидов тяжёлых металлов.

## Изотопы
Природное золото состоит из единственного стабильного изотопа — 197Au, т. е. золото является моноизотопным элементом. Все остальные изотопы золота радиоактивны, наиболее устойчив из них 195Au (период полураспада — 186 суток).

## Цены
Цена на золото, учитывая его особую функцию, с начала существования золотого стандарта и до 1970-х годов устанавливалась денежными властями государства, как правило, центральным эмиссионным банком.
Мировая цена золота ежедневно устанавливается по результатам золотого фиксинга (утренний фиксинг, AM Fixing; вечерний фиксинг, PM Fixing).
В 1792 году в США было установлено, что 1 унция золота будет стоить 19,3 доллара.
В 1834 году за унцию давали уже 20,67 доллара, поскольку США не имели достаточного золотого запаса, чтобы обеспечить весь объём выпущенных денег, и курс валюты приходилось снижать. Эта цена на золото продержалась 100 лет, вплоть до конфискации золота правительством США в 1933 году. После конфискации цена 1 унции золота была установлена в 35 долларов. Несмотря на экономический кризис, США пытались сохранить фиксированную привязку доллара к золоту, ради этого поднималась учётная ставка, но это не помогло. Однако в связи с последовавшими войнами золото из Старого Света стало перемещаться в Новый, что восстановило на время привязку доллара к золоту.
В 1944 году было принято Бреттон-Вудское соглашение. Был введён золотодевизный стандарт, основанный на золоте и двух валютах — долларе США и фунте стерлингов Великобритании, что положило конец монополии золотомонетного стандарта. Согласно новым правилам, доллар становился единственной валютой, напрямую привязанной к золоту. Казначейство США обязывалось обменивать доллары на золото иностранным правительственным учреждениям и центральным банкам в соотношении 35 долларов за тройскую унцию. Фактически золото превратилось из основной в резервную валюту.
В конце 1960-х годов высокая инфляция в США вновь сделала невозможным сохранение золотой привязки на прежнем уровне, ситуацию осложнял и внешнеторговый дефицит США. Рыночная цена золота стала ощутимо превышать официально установленную. В 1971 году содержание золота в долларе было снижено до 38 долларов за унцию, а в 1973 году — до 42,22 доллара за унцию. В 1971 году президент США Ричард Никсон отменил привязку доллара к золоту, хотя официально этот шаг был подтверждён лишь в 1976 году, когда была создана Ямайская валютная система плавающих курсов. Это означало, что доллар больше не был обеспечен ничем, кроме долговых обязательств США.
После этого золото превратилось в особый инвестиционный товар. Инвесторы на протяжении многих лет доверяли исключительно золоту.
В результате краха Бреттон-Вудской системы к концу 1974 года цены на золото подскочили до 195 долларов за унцию, а к 1978 году — до 200.
К началу 1980 года цена на золото достигла рекордной отметки — 850 долларов за унцию (свыше 2000 долларов в ценах 2008 года), после чего она начала постепенно падать. 
Как бы то ни было, падение прекратилось, и снова начался рост цены на золото, в связи с соглашением ведущих центральных банков об ограничении продаж золота в 1999 году.
С 2004 года из-за девальвации доллара США цена золота вошла в русло резкого подорожания: к концу 2006 года цена на унцию золота достигла 620 долларов, а к концу 2007 года — уже около 800 долларов.
В начале 2008 года цена золота превысила рубеж в 1000 долларов за унцию. Тем не менее, в сравнимых ценах золото не дошло до пика 80-х — выше 2000 долларов. 21 ноября 2008 года цены на золото за день выросли на 7,5 %. 
Из-за опасений инвесторами дефолта США цена золота 18 июля 2011 года установила новый мировой рекорд — 1600 долларов за тройскую унцию.
В результате дестабилизации курсов основных мировых валют и серьёзных колебаний цен на акции, долгового кризиса в Европе и ускорения инфляции в разных странах 8 августа 2011 года цена на золото на бирже Гонконга установила новый рекорд и впервые превысила 1700 долларов за тройскую унцию, одновременно впервые за длительное время золото стало дороже платины.
10 августа цена фьючерса на золото на бирже COMEX установила новый рекорд и впервые превысила 1800 долларов за тройскую унцию, а 23 августа цена впервые превысила 1900 долларов за тройскую унцию и установила новый рекорд — 1911,46 доллара.
5 сентября цена утреннего фиксинга на золото установила рекорд за всю историю существования золотого фиксинга — 1896,5 доллара за тройскую унцию.
6 сентября 2011 года цена вечернего фиксинга на золото установила рекорд за всю историю существования золотого фиксинга в фунтах стерлингов — 1182,823 фунта, и в евро — 1346,359 евро за тройскую унцию.
После сентября 2011 года рост стоимости золота прекратился и последовал длительный нисходящий тренд, продолжавшийся до 2015 года (средняя стоимость золота в 2012 году составила 1669 долларов за унцию с приростом на 6 %).
12 апреля 2013 года тройская унция стоила 1600 долларов, а 15-го — уже 1350 долларов, цена упала ниже 1500 долларов за унцию впервые с июля 2011 года; по некоторому мнению, это падение явилось следствием распродаж золота западными центральными банками после событий на Кипре с целью переломить «бычий» рынок и сбить цену.
Котировки фьючерса золота установили рекордное падение в 23 % за квартал за всю историю существования биржи Comex с 1975 года и с момента отмены привязки доллара к золоту в 1971 году (предыдущий рекорд был установлен в 1982 году, когда золото потеряло в первом квартале 18 %). В этом году мировой спрос на золото снизился на 15 % по сравнению с предыдущим годом.
Падение цен 2013 года привело к тому, что впервые с 2000 года золото подешевело за год. По некоторому мнению, падение цен на золото в 2013 году почти на треть объясняется ожиданиями сокращения политики смягчения ФРС в связи с оживлением экономики.
С начала 2014 года на фоне украинского кризиса, иракской междоусобицы и ослабления доллара золото дорожало — на 15 % (достигнув в марте стоимости 1391 доллара за унцию), оно впервые с 2011 года росло два квартала подряд, однако затем стало дешеветь. В 2014 году средняя цена на золото составила 1267 долларов за унцию.
20 июля 2015 года цена на золото снизилась до пятилетнего минимума в 1080 долларов за унцию, а в ноябре достигла минимума с февраля 2010 года в 1052 доллара за унцию, что связывают с ожиданиями ужесточения монетарной политики ФРС США в этом году, а именно — повышения базовой процентной ставки, первого с 2006 года.
С начала 2016 года цены на золото показывают уверенный рост (в феврале они впервые за год превысили уровень 1250 долларов за тройскую унцию, столь быстрыми темпами золото не дорожало с ноября 2008 года), рост связывают с ожиданиями новых стимулов со стороны ведущих ЦБ развитых стран; за I кв. 2016 года цена за тройскую унцию золота выросла на 16 %, что является крупнейшим квартальным ростом показателя с 1986 года.
К 6 июля золото подорожало, с начала года, на более 27 %; удорожание выше 1300 долларов за унцию связывают в том числе с итогами референдума о выходе Великобритании из ЕС.
В июне 2019 года мировые цены на золото превысили 1400 $ за унцию, впервые с сентября 2013 года.
13 августа цена достигла шестилетнего максимума на фоне мирового экономического спада, за последние три месяца его стоимость выросла на 20 %, 7 августа впервые с 2013 года она достигла рубежа в 1500 долларов за унцию.
6 марта 2020 года цены на мировом рынке на золото достигло максимума на тот период времени — 1690 долл./унция.
8—9 марта 2020 года, после срыва сделки ОПЕК+ по понижению добычи нефти, золото выросло до рекордных 1702 долл./унция.
К концу марта 2020 года цена фьючерсов на золото в США выросла примерно на 9 %, до порядка 1620 долларов за тройскую унцию, достигнув семилетнего максимума. Только в нескольких случаях, начиная с 2000 года, цены на золото выросли ещё больше за одну неделю: в частности, такой рост был сразу после того, как в сентябре 2008 года крупнейший банк США Lehman Brothers объявил о банкротстве.
Следующий максимум биржевых цен на золото был зарегистрирован 9 марта 2022 года, достигнув отметки в 2033 долл./унция.

### Как инструмент инвестиций
Золото для инвестиций выступает в нескольких формах — золотые слитки, инвестиционные золотые монеты, золотой песок. При этом в России только инвестиционные монеты не облагаются налогом на добавленную стоимость (НДС). Тем не менее цена за 1 грамм золота в инвестиционных монетах в России иногда превышает цену 1 грамма в слитках без учёта НДС и процентов на спред последнего (например, в Сбербанке России).
Лаж, ажио (фр. l'agio, от итал. l'aggio) — отклонение (обычно исчисляется в процентах) в сторону превышения рыночной «цены» золота, выраженной в бумажных деньгах, по сравнению с количеством бумажных денежных знаков, номинально представляющих данное количество золота.
Динамика цен на золото является важнейшим экономическим индикатором, позволяя оценить склонность инвесторов к риску. Зачастую можно наблюдать, что цена на золото и фондовые индексы движутся в противофазе, так как в периоды неустойчивой экономической ситуации инвесторы предпочитают консервативные активы, защищённые от полного обесценивания. И наоборот, когда ожидания роста экономики становятся оптимистичнее, аппетиты к повышенной доходности растут, заставляя котировки жёлтого металла снижаться.

## Международный рынок
По состоянию на 2017 год золото занимало 8-е место среди наиболее торгуемых международных товаров, общий объём торговли оценён в 331 млрд долл. США.
Крупнейшими экспортёрами золота были (указан % от мирового оборота)
- Швейцария 21 % (70,3 млрд долл. США.)
- Австралия 8,8 % (29,1 млрд долл. США.)
- Гонконг 7,7 % (25,6 млрд долл. США.)
- США 6,7 % (22 млрд долл. США.)
- Объединённые Арабские Эмираты 6,1 % (20,2 млрд долл. США.).

Крупнейшими импортёрами золота были (указан % от мирового оборота)
- Швейцария 21 % (70,9 млрд долл. США.)
- Китай 12 % (40,3 млрд долл. США.)
- Индия 12 % (39 млрд долл. США.)
- Гонконг 11 % (35 млрд долл. США.)
- Великобритания 10 % (34,3 млрд долл. США.)

Доля России — 1 % в мировом экспорте (порядка 3,3 млрд долл. США), и менее 0,01 % в импорте (ок. 4,3 млн долл. США).

## Резервы

### Золотой резерв России
Запасы золота в государственном резерве России в декабре 2008 года составили 495,9 тонны (2,2 % от всех государств мира). Доля золота в общем объёме золотовалютных резервов России в марте 2006 составила 3,8 %. По состоянию на начало 2011 года Россия занимает 8 место в мире по объёму золота, находящегося в государственном резерве.
В августе 2013 года Россия увеличила золотой запас до 1015 тонн. Затем Россия продолжила наращивать запасы драгоценного металла, которые на 1 сентября 2017 года составили 1744,3 тонны.

### Крупнейшие государственные резервы в мире
В приведённой ниже таблице указаны только государственные золотые запасы (и золотой запас МВФ). Следует учитывать, что во многих странах частные лица владеют бо́льшим объёмом золота, чем золотой запас соответствующего государства. Например, на декабрь 2011 года, граждане Индии владеют 18 тысячами тонн золота — при том, что государственный золотой запас в 2013 году составлял 557,7 тонны.
Крупнейшие золотые резервы в мире (на сентябрь 2018):
| №  | Страна/организация          | Золото (тонн) | Доля золота в общем объёме валютных резервов государства (%) |
| -- | --------------------------- | ------------- | ------------------------------------------------------------ |
| 1  | США                         | 8133,5        | 74,5 %                                                       |
| 2  | Германия                    | 3369,9        | 69,6 %                                                       |
| 3  | Международный валютный фонд | 2814,0        | —                                                            |
| 4  | Италия                      | 2451,8        | 66,6 %                                                       |
| 5  | Франция                     | 2436,0        | 62,4 %                                                       |
| 6  | Россия                      | 2170,0        | 18 %                                                         |
| 7  | КНР                         | 1842,6        | 2,3 %                                                        |
| 8  | Швейцария                   | 1040,0        | 5,2 %                                                        |
| 9  | Япония                      | 765,2         | 2,5 %                                                        |
| 10 | Нидерланды                  | 612,5         | 67,3 %                                                       |

## Меры чистоты

### Британская каратная система
Традиционно чистота золота измеряется в британских каратах. 1 британский карат равен 1/24 массы чистого вещества в общей массе сплава. 24-каратное золото (24 K) является чистым, без каких-либо примесей.
Чтобы изменить качественные характеристики золота, для различных целей (например, увеличить твёрдость) изготавливают сплавы с различными примесями. Например, 18-каратное золото (18 K) означает содержание в сплаве 18 частей золота и 6 частей примесей.

### Система проб
Во всех странах количество золота в сплавах контролируется государством. В России общепринятыми считаются пять проб золотых ювелирных сплавов: золото 375 пробы, 500, 585, 750, 958.
- 375 проба. Основные компоненты — серебро и медь, золота — 38 %. Отрицательное свойство — тускнеет на воздухе (в основном из-за образования сульфида серебра Ag2S). Золото 375 пробы имеет цветовую гамму от жёлтого до красного.
- 500 проба. Основные компоненты — серебро и медь, золота — 50,5 %. Отрицательные свойства — низкая литейность, зависимость цвета от содержания серебра.
- 585 проба. Основные компоненты — серебро, медь, палладий, никель, золота — 58,5 %. Проба достаточно высока, этим обусловлены многочисленные положительные качества сплава: твёрдость, прочность, устойчивость на воздухе. Широко применяется для изготовления ювелирных украшений.
- 750 проба. Основные компоненты — серебро, платина, медь, палладий, никель, золота — 75,0 %. Положительные свойства: подверженность полировке, твёрдость, прочность, хорошо обрабатывается. Цветовая гамма — от зелёного через ярко-жёлтый до розового и красного. Используется в ювелирном искусстве, особенно для филигранных работ.
- 958 проба. Содержит до 96,3 % чистого золота. Редко используется, так как сплав этой пробы является весьма мягким материалом, который не держит полировку и характеризуется ненасыщенностью цвета.
- 999 проба. Чистое золото.

Все сплавы выше 750 пробы не тускнеют на воздухе.

#### Российская система проб
Принятая в России система проб отличается от британской и аналогична принятой в Германии.
Проба варьируется от 0 до 1000 и показывает содержание золота в тысячных долях (промилле). Так, 18-каратное золото соответствует 750-й пробе. Золото 999,9-й пробы считается «чистым», именно такой пробы оно и бывает в слитках. Золото 999,99 пробы крайне дорого в получении и употребляется только в химии. Чистое золото пластичное и ковкое, оно легко царапается, поэтому для повышения износостойкости ювелирных изделий в сплав, кроме золота, добавляют медь, никель, палладий и другие легирующие элементы. В российской ювелирной промышленности изготавливаются изделия из золота 375, 500, 585, 750, 900, 916 и 958 пробы. По просьбе физического лица пробирная инспекция может поставить 583 пробу, хотя во многих странах бывшего СССР отказались от 583 пробы и оставили 585 — например, в Латвии.

#### Золотниковая система проб
Золотой запас Российской Империи до 1914 года был самым большим в мире и насчитывал 1400 тонн. Связано это и с тем, что до этого в России существовал золотой стандарт, и рубль был привязан к золоту (1 рубль = 0,774235 грамма золота)
До 1927 года в России существовала так называемая Золотниковая система обозначения пробы (на основе русского фунта, содержащего 96 золотников), по которой проба выражалась весовым количеством благородного металла в 96 единицах сплава. Чистый металл соответствовал 96-й пробе.
Золотниковая система проб официально была введена в России в 1711 году для серебряных сплавов, а для золотых — в 1733 году. В конце XIX — начале XX века для золотых изделий законными пробами были: 94, 92, 82, 72 и 56 (от последней и произошла популярная позднее 583-я проба), для серебряных — 95, 91, 88 и 84. С 1927 года в связи с переходом СССР на метрическую систему проб все изделия из золотых и серебряных сплавов, которые имели золотниковую пробу, при поступлении в продажу были переклеймены на метрические пробы.

## Истории, легенды и мифы

### Золото империи инков, XV—XVI века
Всем важнейшим святилищам-вакам инки, согласно реестрам в кипу, приказывали жертвовать золото в виде изделий: «чуки авки, кульки авки, чуки урпу, кульки урпу, чуки типсы, кульки типси». Так, в столице империи инков — городе Куско — существовал храм Куриканча, в котором были собраны крупные запасы золота в виде ювелирных изделий и облицовки пластинами, а сам храм считался самым богатым в XVI веке из когда-либо известных в мире, из-за наличия в нём золота и серебра. Стены, потолок и пол храма были облицованы золотыми пластинами весом в 500 кастельяно. Каждая пластина была длиной в 3 пяди (21,6 см), шириной — 1 пядь (7,2 см), толщиной — 1 палец (ок. 1,8 см). Только для выкупа Атавальпы таких золотых пластин индейцы сняли для испанцев 700 единиц.
Также в храме Куриканча находилась статуя бога Солнца, известная под названием Пунчао (собственное имя у Солнца было — Инти); её изготовили до 1471 года во времена правления Пачакути Инки Юпанки; также была изготовлена золотая статуя бога Виракочи, и статуи неких Пальпа Окльо и Инки Окльо, и украшен весь храм был золотом, захваченным войсками Тупака Инки Юпанки в королевстве Чиму.
В одном из храмов Куско испанцы нашли золотой стул-жертвенник весом 19 000 песо золота. Также в Храме Куриканча было 8 серебряных ларцов, в которых хранили маис для храма, и весили эти ларцы после переплавки 25 000 марок серебра. Только в 1532—1533 годах Франсиско Писарро получил от индейцев Перу 2 475 302 песо золота, или 600 655 410 мараведи ценных металлов (в основном золото).
Если принять во внимание, что золотой песо равен приблизительно 4,5 г золота, а каждая марка — 1/15 песо (данные: Федерико Анхель Энгель), то выкуп в физическом выражении составил 5993 кг золота, что было на тот момент больше в 14 раз ежегодного поступления золота из Африки в Испанию. Из чего можно судить, насколько велик был этот выкуп и как дорого стоила жизнь правителя империи Инков. Часть сокровищ Инки была доставлена в Санто-Доминго, где это известие вызвало истинное потрясение. Один человек в Панаме клялся, что «это был волшебный сон»; историк Овьедо — «что это не миф и не сказки». Первый из четырёх кораблей, гружёный сокровищами, прибыл в Севилью в конце 1533 года. Королевскую «пятую часть» доставил сам Эрнандо Писарро. После этого события желание найти сокровища стало главным стремлением у всех новоприбывших в Новом Свете.
В связи с этими данными интересны сведения более позднего времени о примерном количестве годовой добычи драгоценных металлов у инков. Согласно Педро Сьеса де Леона «Хроника Перу. Часть вторая» в главе XVIII:

Так обстояло дело у инков с этим: им добывали столько золота и серебра во всем королевстве, что, похоже, за год, добывали более пятидесяти тысяч арроб серебра и более пятнадцати тысяч золота, и всегда добывали из этих металлов в качестве службы им. И эти металлы приносились в столицы провинций, и таким образом и порядком, что они добывали их как в одних (местах), так и в других (местах), во всём королевстве.

Хотя Сьеса де Леон пытался тщательно исследовать многие вопросы у представителей знати в Куско, цифры этой «добычи» выглядят неправдоподобно высокими. Ведь получается, что добывали от 575 до 625 тонн серебра в год и от 172 до 187 тонн золота в год (смотря по тому, сколько килограммов составляла арроба). За десять лет такой добычи металлов должно накопиться несколько тысяч тонн. Но известно, что за 20 лет с 1541 по 1560 года испанцами было вывезено более 500 тонн золота и, как утверждает Сьеса де Леон:

…с 1548 по 1551 год пятая королевская часть (налог) оценивалась в сумму больше 3 миллионов дукатов [1 золотой дукат весил 3,6 г = 11 королевским кастельяно = 375 мараведи; с 1552 и в XVII веке были уже серебряные дукаты], что стоило больше, чем полученный от Атавальпы выкуп, и в городе Куско не было найдено столько, когда его обнаружили.

Король Испании своей грамотой Торговому дому Севильи от 21 января 1534 года приказал, чтобы из 100 000 кастельяно золота и 5000 марок серебра (в виде сосудов, блюд и других предметов), привезённых Эрнандо Писарро в Испанию, отдать почти всё на чеканку монет, «кроме вещей удивительных и малого веса». Грамотой от 26 января король изменил своё намерение переплавить всё в монету до его дальнейших указаний.
Поскольку инками было добыто, действительно, немалое количество золота, то вполне справедливо возникли слухи и предположения, что часть сокровищ не досталась испанцам и была сокрыта инками, и, либо затоплена в озёрах, либо вывезена в район Амазонки, в город Пайтити, а это также подкрепило веру в существование Эльдорадо, Города Цезарей и других мифических городов и стран Южной Америки.

## В культуре

### Устойчивые выражения, пословицы и поговорки
- Злата проклятая жажда, проклятая жажда золота (Вергилий, «Энеида»)
- Самоварное золото — фальшивка, подделка.
- «Не всё то золото, что блестит» — что-то, что хорошо выглядит, может и не быть хорошим.
- «Золотые руки» — умелые руки.
- «Золотая жила» — источник большого дохода.
- Золотая рота — представители городских низов и преступного мира.
- «Чёрное золото» — нефть.
- «Белое золото» — хлопок, слоновая кость.
- «Золотая молодёжь» — молодые люди, имеющие богатых и влиятельных родителей.
- «Золотые годы», «золотой век» — период наивысшего расцвета.
- «Мал золотник, да дорог» — подчёркивается ценность чего-либо, что выглядит небольшим и малозначимым.
- «На вес золота» — подчёркивание большой ценности чего-либо.
- «Слово — серебро, а молчание — золото» (silentium aurum est).
- Золотое детство.
- «Золотое правило механики».
- «Бей бабу молотом — будет баба золотом».
- «Золотое сечение» — специфичная пропорция деления целого на две части, которую большинство людей воспринимают как гармоничную, эстетичную.
- «Золотая середина» — некий оптимальный выбор между двумя крайностями.
- «Лучше знание, нежели отборное золото» (Соломон, «Книга Притчей Соломоновых»).

### В художественной литературе
Во многих художественных произведениях золото или являлось основой сюжета, или играло важную роль в его раскрытии; или было одной из сюжетных линий. Например:
- «Открытие Рафлза Хоу» (роман Артура Конан Дойля);
- «Остров сокровищ» (роман Роберта Льюиса Стивенсона);
- «Граф Монте-Кристо» (роман А. Дюма);
- «Гиперболоид инженера Гарина» (роман Ал. Толстого);
- «Кораблекрушение „Джонатана“» (роман Жюля Верна);
- «В погоне за метеором» (роман Жюля Верна);
- «Про Федота-стрельца, удалого молодца» (сказка для театра Л. Филатова).

### В киноискусстве
- «Золотая лихорадка» (немая комедия Чарли Чаплина);
- «Золото Маккенны» (1969);
- «Золотое путешествие Синдбада»;
- «Золото (фильм, 2016)».